# Carl Rettberg
Carl Ernst Wilhelm Rettberg (* 24. Juni 1808 in Schwerin; † 1. Juni 1883 ebenda) war ein deutscher Maler und früher Fotograf. Er war der erste Daguerreotypist und Fotograf in Schwerin.

## Leben
Carl Rettberg war ein Sohn des großherzoglichen Münz-Wardeins Georg Rettberg. 1840 studierte er in Berlin als Schüler des Malers Franz Krüger (Pferdekrüger). Als Wanderdaguerrotypist unterhielt er 1842 in Lübeck, Breite Straße 821, später Mengstraße 48 und 1844/45 in der mittleren Hüxstraße 350 ein Studio. 1846 zog er nach Schwerin. 1847 war er Mitglied im Gewerbeverein, annoncierte als Daguerrotypist mit Studio in der Schulstraße No. 526, auf dem Hause des Herrn Tischler Kania und bot der Mecklenburgischen Zeitung seine fotografischen Dienste an.
1848 warb er damit, im Besitz des großen Voigtländerschen Apparates zu sein; damit war er Konkurrent zu Frau Bossart-Biow in Schwerin, der Schwester von Hermann Biow. Nach einer kurzen Zeit in der Münzstraße 291 befand sich sein Studio von Juni 1853 bis 1870 in der Schweriner Königstraße 348 (ab 1863 neue Zählung 8b), dem Großherzoglichen Palais schräge gegenüber; von nun an firmierte er als Photograph. 1870 oder 1871 zog er in die Schlachterstraße 10, dann an den Marienplatz 8, und von 1875 bis an sein Lebensende wohnte er Grüne Straße 3.
Seit 1855 kamen seine Fotografien regelmäßig in die Bildersammlung des Vereins für mecklenburgische Geschichte und Altertumskunde.
Nach 1875 gab er die Fotografie auf und war als Porträtmaler und Restaurator von Gemälden tätig.

## Werke

### Daguerrotypien und Fotografien
- 1846 Lübeck: Lachswehr

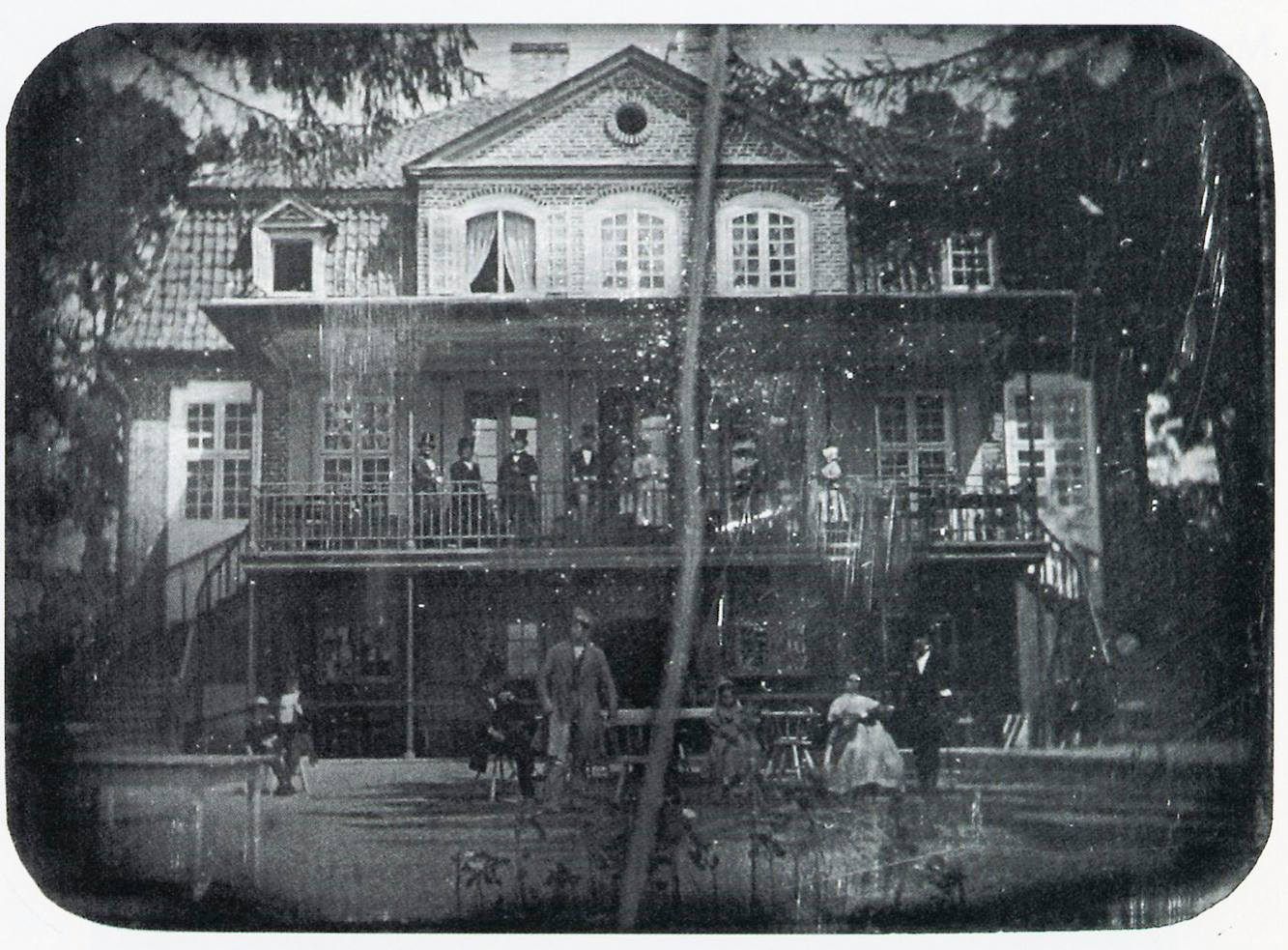
Lachswehr (1846)

- 1854 Bad Doberan: Aufnahmen der Klosterkirche
- 1854 Rethwisch: Aufnahmen der Backsteinkirche und des spätgotischen Schnitzaltars
- 1854 Schwerin: erste Stereodaguerreotypien

### Gemälde
- Großherzog Friedrich Franz II. von Mecklenburg-Schwerin
- Maler Genschow (Georg Genschow?)
- Maler Pommerencke
- Hofschauspieler Gliemann (um 1854)
- Selbstporträts

- Grabmal Herzog Christophs von Mecklenburg und seiner Gattin Elisabeth im Dom Schwerin
- Grundriß des Domes nach Willebrands Zeichnung
- Grabmal Samuel von Behrs (um 1855)
- Grabkapelle Herzog Adolf Friedrichs von Mecklenburg in der Klosterkirche Doberan